# Ма Ма
«Ма Ма» (ісп. Ma ma) — іспанський драматичний фільм, знятий Хуліо Медемом. Світова прем'єра стрічки відбулась 15 вересня 2015 року на міжнародному кінофестивалі в Торонто, а в Україні — 14 січня 2016 року. Фільм розповідає про жінку на ім'я Магда, у якої діагностують рак молочної залози.

## У ролях
- Пенелопа Крус — Магда
- Луїс Тосар — Артуро
- Алекс Брендемюль — Рауль

## Визнання
| Нагороди та номінації фільму «Ма Ма» | Нагороди та номінації фільму «Ма Ма» | Нагороди та номінації фільму «Ма Ма» | Нагороди та номінації фільму «Ма Ма»                | Нагороди та номінації фільму «Ма Ма» | Нагороди та номінації фільму «Ма Ма» |
| Рік                                  | Кінопремія / Кінофестиваль           | Категорія / Нагорода                 | Номінант                                            | Результат                            |                                      |
| ------------------------------------ | ------------------------------------ | ------------------------------------ | --------------------------------------------------- | ------------------------------------ | ------------------------------------ |
| 2016                                 | Премія «Гойя»                        | Найкраща акторка                     | Пенелопа Крус                                       | Номінація                            |                                      |
| 2016                                 | Премія «Гойя»                        | Найкращий композитор                 | Альберто Іглесіас                                   | Номінація                            |                                      |
| 2016                                 | Премія «Гойя»                        | Найкращий грим і зачіски             | Родольфо Деллібарда, Ана Лосано, Массімо Гаттабрусі | Номінація                            |                                      |
| 2016                                 | Премія «Фероз»                       | Найкраща акторка                     | Пенелопа Крус                                       | Номінація                            |                                      |
| 2016                                 | Премія «Фероз»                       | Найкращий композитор                 | Альберто Іглесіас                                   | Номінація                            |                                      |
| 2016                                 | Премія «Срібні відеокадри»           | Найкраща акторка                     | Пенелопа Крус                                       | Номінація                            |                                      |
| 2016                                 | Премія Хосе Марія Форке              | Найкраща акторка                     | Пенелопа Крус                                       | Номінація                            |                                      |
| 2016                                 | Спілка кіносценаристів Іспанії       | Найкращий режисер                    | Хуліо Медем                                         | Номінація                            |                                      |
| 2016                                 | Спілка кіносценаристів Іспанії       | Найкраща акторка                     | Пенелопа Крус                                       | Номінація                            |                                      |
| 2016                                 | Спілка кіносценаристів Іспанії       | Найкращий актор другого плану        | Луїс Тосар                                          | Номінація                            |                                      |
| 2016                                 | Спілка кіносценаристів Іспанії       | Найкращий сценарій                   | Хуліо Медем                                         | Номінація                            |                                      |
| 2016                                 | Спілка кіносценаристів Іспанії       | Найкращий композитор                 | Альберто Іглесіас                                   | Номінація                            |                                      |